# Swen II Estrydsen
Swen II Estrydsen, Svein Estridsen (ur. ok. 1020, zm. między 1074 a 1076) – król Danii od 1047, założyciel dynastii Estrydsenidów.

## Wywód genealogiczny
| 4. Thorgils Sprakalegg    |  |                       |  |  |                      |
|                           |  | 2. Ulf Torgilsson     |  |  |                      |
| 5. NN                     |  |                       |  |  |                      |
|                           |  |                       |  |  | 1. Swen II Estrydsen |
| 6. Swen Widłobrody        |  |                       |  |  |                      |
|                           |  | 3. Estryda Małgorzata |  |  |                      |
| 7. Świętosława(?) Sygryda |  |                       |  |  |                      |
|                           |  |                       |  |  |                      |

## Dzieciństwo i młodość
Swen Estridsen urodził się jako najstarszy z trzech synów jarla Ulfa i Estrydy, siostry Knuta Wielkiego, króla Danii i Anglii. Imię otrzymał po swoim dziadku macierzystym, Swenie Widłobrodym. Cieniem na dzieciństwie Swena położyło się zamordowanie jego ojca przez Kanuta Wielkiego. Po dojściu do pełnoletniości Swen II stał wiernie przy swoim kuzynie Kanucie Srogim (Hardekanucie), synu i następcy Kanuta Wielkiego.
W 1042 lub, co mniej prawdopodobne, w 1040 Magnus Dobry najechał na Danię. Swen Estridsen został postawiony przez Hardekanuta na czele wyprawy ratunkowej. Pokonany przez Magnusa, powrócił do Anglii w czerwcu lub lipcu 1042 roku, gdzie w międzyczasie zmarł Hardekanut.

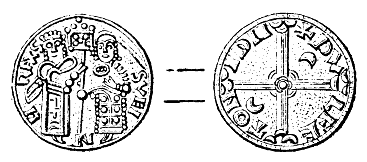
Moneta wybijana przez Swena II Estridsena (z około 1050)

## Walka o duński tron (do 1047 roku)
Po śmierci Hardekanuta jego cioteczny brat Swen Estrydsen jako wnuk Swena Widłobrodego i siostrzeniec Kanuta Wielkiego zgłosił pretensje do duńskiego tronu. Jesienią 1042 lub wiosną 1043 roku wyruszył, prawdopodobnie popierany przez Edwarda Wyznawcę, przeciwko Magnusowi Dobremu. W grudniu 1043 roku został pokonany pod Århus, a w 1044 roku poniósł klęskę w Skonii. Ostatecznie znalazł schronienie na dworze swojego krewnego – Anunda Jakuba, króla Szwecji. Nie mogąc odzyskać tronu siłą, złożył hołd lenny Magnusowi. Ten mianował Swena Estridsena swoim namiestnikiem, prawdopodobnie w Danii.
W 1046 Magnus Dobry planował wyprawę na Anglię. Swen Estridsen wykorzystał sytuację i wyzwolił Danię spod norweskiego panowania. Magnus szykował się do odwetu, ale zmarł na okręcie 25 października 1047.

## Polityka wobec Niemców i Słowian
Swen II Estridsen nawiązał przyjazne stosunki z Niemcami. W 1049 złożył hołd lenny cesarzowi Henrykowi III. Współpracował z arcybiskupem bremeńsko-hamburskim Adalbertem. W 1052 lub 1053 spotkał się z nim na zjeździe w Szlezwiku. Dzięki temu wznowiły działalność cztery duńskie biskupstwa w: Århus, Viborg, Vendsyssel i w Dalby. 11 kwietnia 1053 roku na zjeździe w Merseburgu Swen II odnowił przysięgę wierności wobec cesarstwa. Wtedy też ostatecznie zrezygnował z pomysłów usamodzielnienia duńskiego kościoła. Sojusznikiem Swena był popierany przez saskich dostojników książę obodrzycki Gotszalk. W 1059 roku Swen narzucił trybut słowiańskiemu plemieniu Czrezpienian.

## Walki z Haraldem III
Od 1048 Swen II prowadził walki o Danię. Mimo osobistej dzielności, nie zdołał sformować wiernej drużyny, również z tego powodu przez wiele lat nie mógł zapewnić sobie trwałych rządów.
W 1053 roku nastąpiło zawieszenie broni między Danią a Norwegią. W 1059 Harald III Surowy ponownie zaatakował Danię, a w 1062 pokonał Swena koło Nissaa (Halland). Wojna zakończyła się pokojem zawartym w Götaelf w 1064.

## Swen II wobec Anglii
Od 1066, kiedy zmarł Edward Wyznawca, a w Anglii zginął Harald Hardrade, Swen zainteresował się poważnie Królestwem Anglii. Popierał Northumbrijczyków, zbuntowanych przeciwko Wilhelmowi Zdobywcy. W 1069 jego brat Asbjorn i synowie pojawili się u ujścia rzeki Humbry na czele floty liczącej 300 statków, jednak byli bezsilni. W 1070 ponownie napadł na Anglię, kiedy Northumbria została uspokojona. Duńczycy zostali ostatecznie pokonani przez Wilhelma Zdobywcę.

## Ostatnie lata panowania
W 1071 nawiązał porozumienie z Henrykiem IV, królem Niemiec, przeciwko buntującym się przeciwko temu ostatniemu Sasom. Jesienią 1073 lub wiosną 1074 Swen wyprowadził poważne siły przeciw Sasom, ale rycerstwo duńskie odmówiło walki. Do stronnictwa antyniemieckiego próbował przeciągnąć Swena papież Grzegorz VII. Wysłał do Danii legatów, którzy mieli koronować Magnusa, syna Swena II. Królewicz wkrótce potem zmarł i plany koronacyjne spełzły na niczym.
W ostatnich latach życia Swen II kazał zamordować w kościele w Roskilde trzech drużynników, za co biskup Wilhelm obłożył go klątwą. Król odbył pokutę i klątwę zdjęto.
Data śmierci Swena II nie jest pewna. Proponuje się lata 1074, 1075 i 1076.

## Żony i potomstwo
Genealogia Swena II wciąż nie została dokładnie opracowana i wzbudza kontrowersje.
Żony:
1. Gunhilda, królewna szwedzka, z którą musiał się rozstać ze względu na zbyt bliskie pokrewieństwo
2. Gyda
3. Tore(?), wdowa po Haraldzie III, królu Norwegii, poślubiona w 1067 roku (przypuszczalnie identyczna z Elżbietą, córką Jarosława Mądrego).

Dzieci:
- Magnus, zmarł przed ojcem
- Harald Hein, król Danii
- Kanut IV Święty, król Danii
- Olaf I Głód, król Danii
- Eryk I Zawsze Dobry, król Danii
- Benedykt, zginął w 1086 razem z Kanutem IV Świętym
- Swen, zm. 1104, ojciec Henrika Swenssona, pretendenta do szwedzkiego tronu
- Ulf, kandydat do duńskiego tronu w 1104
- Niels (Mikołaj), król Danii
- nieznana z imienia córka, według późnych źródeł (Saxo Gramatyk) nazywała się Syrita (Sigrid), w latach 1053–1055 została żoną Gotszalka, księcia obodrzyckiego
- Ingrid, żona Olafa III, króla Norwegii.

Do potomstwa Swena II zalicza się także (choć sprawa wymaga dalszych badań): Thorgilsa, Sigurda, Eymunda, Ragnildę (żonę Swena Askelssona) i Helenę-Gunhildę.
Pojawiła się hipoteza, że synem Swena II był królewicz duński, który brał udział w pierwszej wyprawie krzyżowej.

## W kulturze

### Gesta Hammaburgensis ecclesiae pontificum
Jest to utwór autorstwa Adama z Bremy, którego tytuł oznacza Czyny biskupów Kościoła hamburskiego i który stanowi podstawę dzisiejszej wiedzy o XI-wiecznej Skandynawii. Według samego autora, znaczącym źródłem w czasie tworzenia pracy był król Swen II.

### Gry wideo
W serii gier wideo, Crusader Kings, jednym z grywalnych władców jest Svend II Ulfsen Estrid, przedstawiony jako król Danii.